# Japansk filosofi
Den japanske filosofi er delt i to spor, hvor den førmoderne Japanske filosofi er traditionel, mens moderne japanske filosofi også er påvirket af vestlig filosofi.
Japansk filosofi refererer således til de filosofiske ideer og traditioner, der er opstået i Japan gennem dets lange historie, men er ligesom andre aspekter af japansk kultur blevet påvirket af forskellige eksterne kilder, herunder kinesiske og indiske filosofiske traditioner, samtidig med at den har udviklet sine egne unikke karakteristika.

## Før moderne tid
Den japanske filosofi opstod som et møde mellem den japanske Shinto lære og den kinesiske filosofi i form af konfucianisme samt den indiske filosofi i form af buddhisme.
Zenbuddhisme er en buddhistisk filosofi, der fik en stor betydning i Japan. Desuden kan nævnes Shinto, der er en egentlig japansk religion og filosofi. Kai Zen er en japansk livsfilosofi, der skal højne livskvaliteten. Desuden kan karate opfattes som en kropslig japansk filosofi, der har fået udbredelse som kampkunst i Vesten Bushido er en filosofi for den japanske kriger.

## Moderne tid
Moderne japansk filosofi refererer til de filosofiske ideer og bevægelser, der er opstået i Japan i den moderne æra, hvilket nogenlunde svarer til perioden fra midten af 1800-tallet til i dag. Denne periode oplevede betydelige ændringer i Japan på grund af Meiji-restaureringen i 1868, som markerede afslutningen på feudalstyret og begyndelsen på modernisering og vestliggørelse. Som et resultat undergik japansk filosofi transformationer og engagerede sig i forskellige vestlige filosofiske ideer, mens den også genfortolkede traditionel japansk tankegang.
Nyere japansk filosofi er således påvirket af vestlig filosofi. I Meiji-perioden og derefter blev japanske tænkere udsat for vestlig filosofi og ideer gennem oversættelse og direkte interaktion med vestlige lærde. Dette førte til inkorporeringen af vestlige filosofiske begreber .
Mens de engagerede sig i vestlig filosofi, forsøgte nogle japanske tænkere at bevare og genfortolke aspekter af traditionel japansk tankegang, især i forbindelse med identitet og kulturelle værdier. Som en modreaktion på vestliggørelse opstod japonismen som betonede den japanske kultur. Denne blev mødt af antijapanismen, som var en venstreorienteret filosofi, der kritiserede den japanske kultur for at være et produkt af imperialisme.
Den mest indflydelsesrige filosof i 1900-tallets Japan var Nishida Kitaro (1870-1945), der var grundlægger af Kyotoskolen. Den moderne japanske filosofi er blandt andet påvirket af fænomenologi, marxisme og analytisk filosofi. Vigtige navne er Yasou Yuasa, Shozo Omori, Wataru Hiromatsu og Takaaki Yoshimoto. Blandt nutidige filosoffer kan især nævnes Masahiro Morioka. Han regnes som en af de mest betydningsfulde japanske filosoffer i det 21. århundrede, og han beskæftiger sig mest med livsfilosofi og civilisationskritik. Der findes også flere nutidige kvindelige japanske filosoffer. Heriblandt den feministiske filosof Sakiko Kitagawa. Hun har blandt andet skrevet om kvindelig moralfilosofi.
Den japanske livsfilosofi wabi sabi har fået en stor indflydelse i Vesten de senere år. Den kan betragtes som en æstetisk indretningsfilosofi. Wabi-sabi-stilen forbindes gerne med den traditionelle Zen Buddhismes filosofi.